# Johan II van Raesfelt
Johan II van Raesfelt tot Twickel (na 1572, vóór 1592 - 1648) was een Twents edelman, vanaf 1604 tot zijn dood heer van Twickel. Hij was drost van Vollenhove en van 1638-1648 drost van Twente. 
Hij was de zoon van Johan I van Raesfelt en Lucia van Heiden. Johan II van Raesfelt trouwde in 1622 met Agnes van Munster (-1631). Uit dit huwelijk zijn vijf kinderen bekend:
- Sophia van Raesfelt, huwde in 1645 Johan Ripperda tot Weldam
- Johan III van Raesfelt, werd zwakzinnig
- Adolf Hendrik van Raesfelt, erfde Twickel met huis en heerlijkheid Lage
- Hendrik van Raesfelt (ovl. 1678), erfde De Eese bij Steenwijkerwold
- Wennemar van Raesfelt (ovl. 1677), erfde Schuilenburg